# لبان جاوي
لُبّان جاويّ أو لُبان جاوة (في الحقيقة هو من سومطرة) أو بخور جاوي أو الراتنج الجاوي (بالإنجليزية: Benzoin resin)‏ هو بلسم راتينجي يتم الحصول عليه من تقشير لحاء من لحاء أنواع عديدة من الأشجار من جنس الإصطرك من الصمغيات. ويستخدم في العطور، وبعض أنواع البخور، كما انه يحتوى على حمض البنزويك.
ويستخدم مصطلح «راتينج البنزين» للتفريق بينه وبين «البنزوين», حيث لا يحتوى راتينج البنزين على المركب التبلر (بنزوين).
كما يطلق على البنزوين صمغ البنزوين أو صمغ بنيامين, ولكن كلمة «صمغ» ليست صحيحة حيث أن البنزوين ليس من ال سكريات المتعددة لا يذوب في الماء.
ويتم استخدامه في العطور وبعض أنواع البخور، باعتبارها توابل، والطب (انظر صبغة الجاوي). وتسمى عادة «الجاوي»، ويسمى «الراتنج الجاوي» هنا لتمييزه عن مركب كيميائي الجاوي. لا يحتوي على الراتنج الجاوي هذا المركب البلورية.
ويسمى أيضا الجاوي بنزوين الصمغ أو الصمغ بنيامين، ولكن «العلكة» غير صحيح كما الجاوي ليس السكاريد. وجاء اسمها من خلال الإيطالية من العربية LUBAN جاوي (لبان جاوي، «اللبان من جافا»[في الواقع، سومطرة ]). 
هو نبات رائع ورائحته زكيه ويوجد نوعان من الجاوي الأول يعرف باسم جاوي سومطرة ويستحصل عليه من نبات stryax benzoin والنوع الآخر جاوي سيام ويحصل عليه من نبات Styrax tonkinensi . يستحصل على بخور الجاوي من جذوع هذه الأشجار التي يصل ارتفاعها حوالي 20 مترا حيث تخدش بفيسان حادة فيخرج منها سائل يتجمد بعد خروجه من الجذع ويجمع على هيئة كتل. .

## الاستخدامات
هذه استخدامات شعبية شائعة  (قد يكون بعضها عير صحيح، حيث لا يوجد مرجع يثبت صحة هذه الإدعاءات):
- تطهير المنزل من البكتيريا.
- الحفاظ على الاثاث من التلف.
- تعطير رائحة المنزل.
- عدم تكاثر البكتيريا في المنزل.
- تطهير الرئتين.
- تطهير الجروح.
- يستعمل كمطهر لحالات الإنفلونزا والسعال ونافع في حالة السل الرئوي.
- طرد البلغم في شرابات الكحة ومطهر لمجاري التنفس.
- نافع لبعض حالات الربو حيث يستنشق دخانه.